# Havet, Dalarna
Havet är en sjö i Älvdalens kommun i Dalarna och ingår i Dalälvens huvudavrinningsområde.